# Різдвяна ніч (опера)
«Різдвяна ніч» — перша національна опера-колядка на 4 дії українського композитора Миколи Лисенка, створена у 1872 році. Лібрето Михайла Старицького за повістю Миколи Гоголя «Ніч перед Різдвом».
Опера «Різдвяна ніч» мала три редакції. Перша редакція (1873) була оперетою, другу здійснено 1882 року, а третя редакція (1883) — це зріла опера. М. Лисенко визначив оперу «Різдвяна ніч» як лірико-комічну. Опера насичена народно-обрядовими сценами, зокрема сценами колядування, тому здобула назву «опера-колядка».

## Історія створення

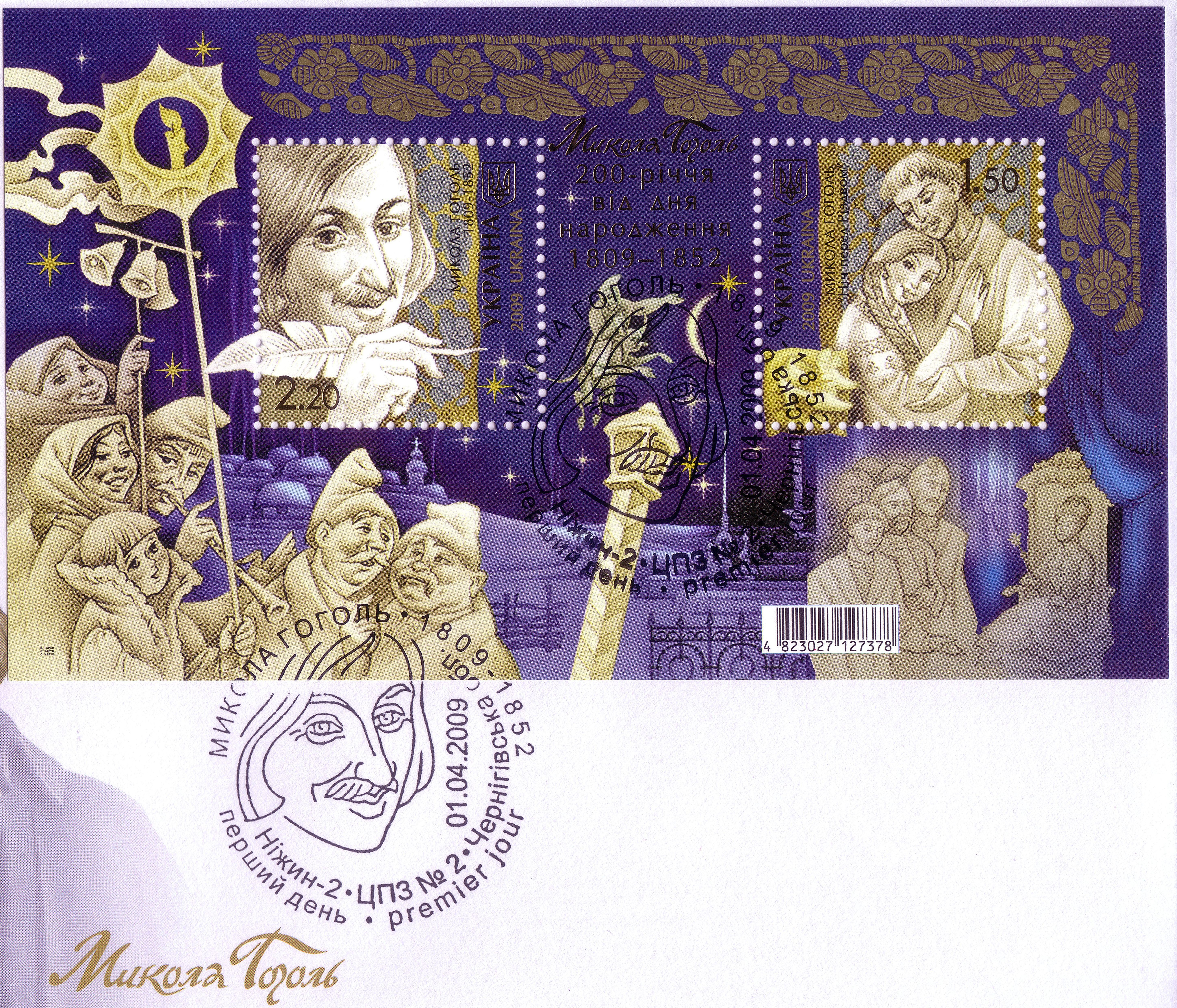
Повість Миколи Гоголя «Ніч перед Різдвом»

7 березня 1873 року Микола Лисенко писав Григорію Залюбовському:
|  | Нещодавно отримана від Головного управління у справах друку (М. Старицького) оперети “Різдвяна ніч”, написана для сцени за повістю Гоголя (“Ніч перед Різдвом”). Музика до неї моя. Як дасть Бог, Великодня діждемо, то й на кону великого театру, Київ її побачить. |

М. І. Ізваріна, висвітлюючи особливості створення опери, зазначає, що розробляючи сценарій опери «Різдвяна ніч», М.Лисенко та М.Старицький посилили жанрово-побутові елементи, збільшили обрядові сцени, ввели нових персонажів, зокрема Одарку, Марусю, Катрю, Грицька, та прибрали з сюжету фантастичні епізоди (чаклунство Солохи і Пацюка, політ Вакули на чорті). Це позбавило твір таємничості й містичності, притаманних йому у першоджерелі.
Лібрето було написано за короткий час, але робота Миколи Лисенка просувалася вкрай повільно — композитор був обтяжений численними приватними уроками і виданням збірників народних пісень.

## Дійові особи

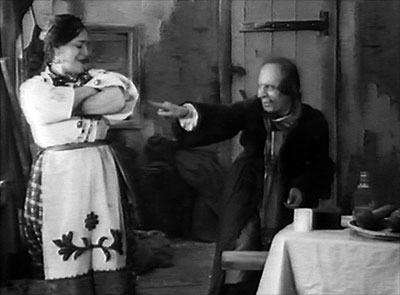
Кадр з фільму «Ніч перед Різдвом»

- Корній Чуб — багатий козак. Баритон
- Оксана — його дочка. Виконує Ольга Олександрівна Лисенко. Сопрано, арія
- Солоха-вдова. Мецо-сопрано
- Вакула-син Солохи, коваль і маляр. Виконує Олександр Олександрович Русов. Тенор
- Пацюк-старий запорожець. Виконує Станіслав Іванович Габель. Бас
- Голова — кум Чуба. Бас
- Пантелеймон — дяк. Тенор
- Одарка, Катря, Їгва — подруги Оксани. Одарку виконує Надія Булах. Сопрано, альт
- Грицько, Тиміш — товариші Вакули. Грицька виконує Орест Іванович Левицький. Тенор
- Ткачиха, Шпортуника — сусіди Солохи. Сопрано

Про решту виконавців біографічних даних майже не збереглося.

## Сюжет
Опера складається з 4 дій.

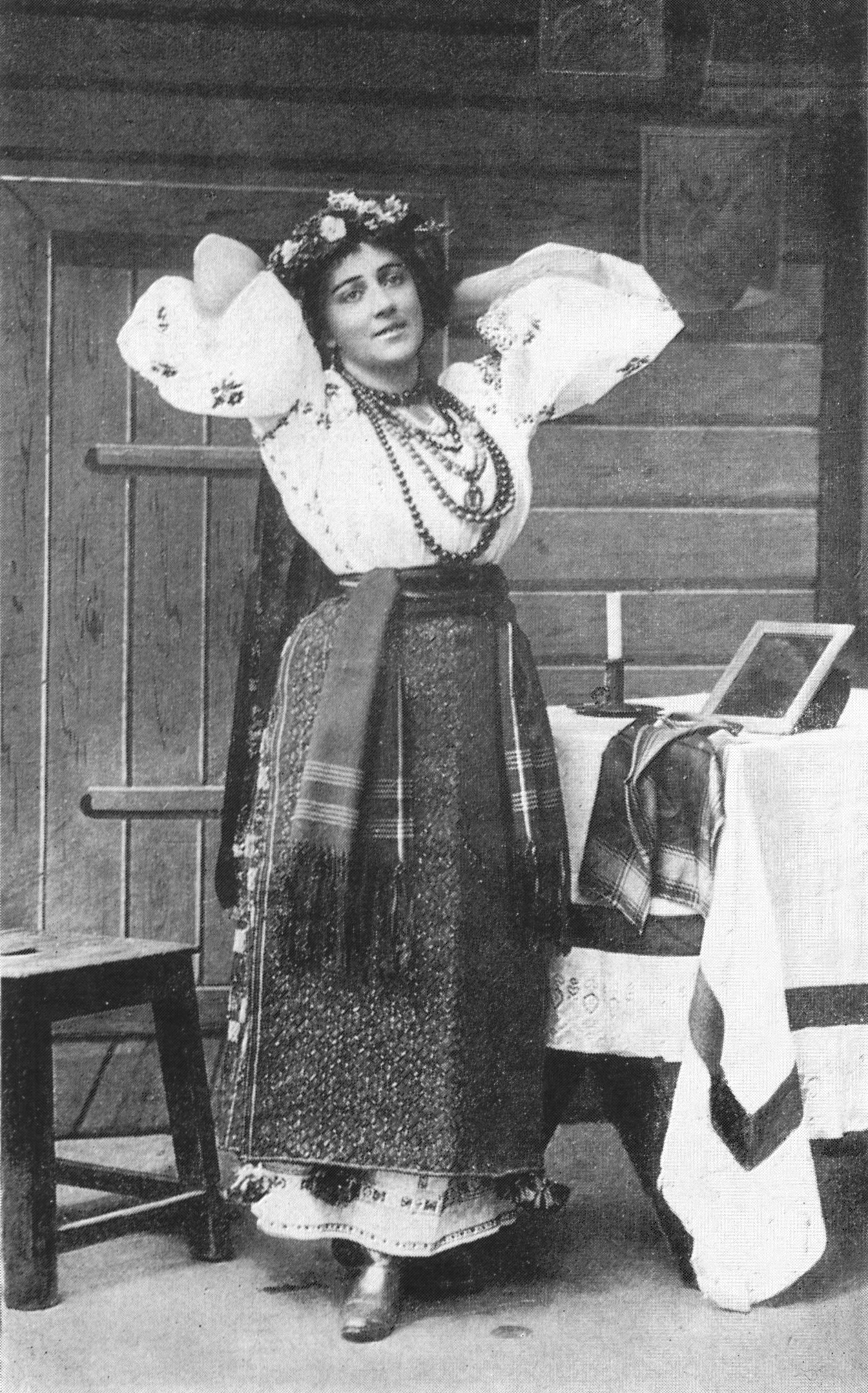
Опера «Різдвяна ніч». На фото зображена Оксана

Дія перша: після короткої речитативної розмови між Головою та Чубом слідує вступна арія Оксани. Вона виконує народну пісню «Ой Гандзю милостива». Після цієї пісні на сцені з'являється хор колядників, що виконує колядку «Славен єси». Пізніше починається дует Оксани та Вакули «Дівчино серденько»… Серед морозної зимової ночі йдуть вулицею парубки з Різдвяною зіркою, а дівчата зустрінувшись співають разом, а Оксана жартує собі з Вакулою, і обіцяє стати його жінкою лише тоді, коли він принесе їй черевички від самої цариці.
Дія друга: розпочинається коротким речитативом і арією Солохи, пізніше ще є речитатив Голови, а після цього входить дяк і виступає польонес в арії дяка: «О обраннице Солохо» і в дуеті з Солохою (тенор і меццо-сопран). Наступною подається коротка сцена з Чубом, який виконує гумористичний квартет Солохи з дяком, Чубом і Головою.
Дія третя: на першому плані починається тривалий виступ Пацюка, який виконує басову- драматичну партію.
Дія четверта: починається хором дівчат і піснею Оксани «Дівчатонька-лебедоньки, жаль ваги не має». В наступній дії розповідається довге і форсовне оповідання Вакули про пригоди в дорозі до цариці. Закінчується акт веселою хоровою піснею, в честь молодої пари Оксани і Вакули.

## Пісні та колядки в опері[3]

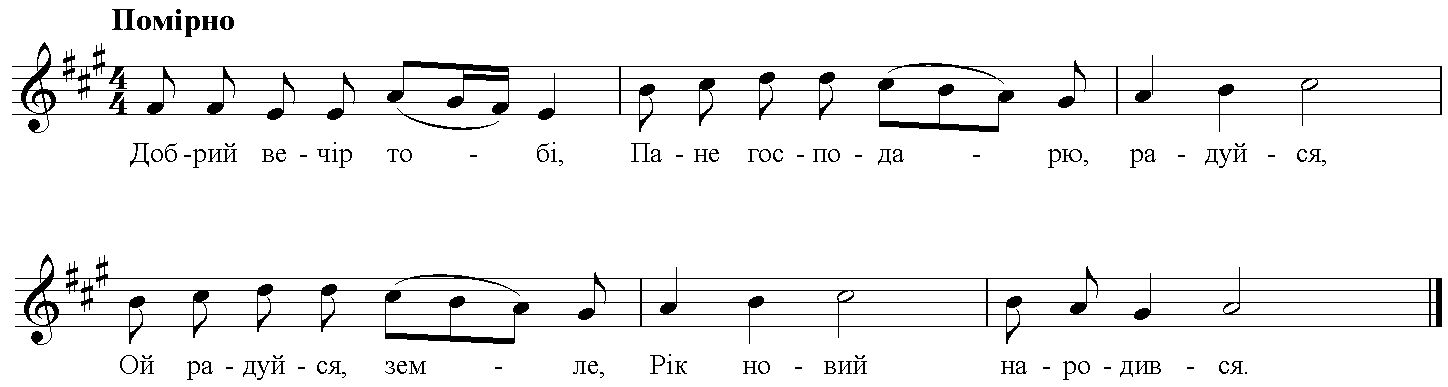
Ноти з колядки «Добрий вечір тобі»

У цьому творі переважають наскрізні сцени, у яких значне місце займають мелодизовані речитативи, мікроаріозні фрагменти. Значну роль в опері відіграють хорові епізоди та великі хорові сцени.
1. «Упустила голубонька, вже не піймаю» — виконує Оксана;
2. Колядка «Ой радуйся земле — син Божій народився»;
3. «Ой Гандзю милостива» — виконує Оксана;
4. Колядка «Славен єси»
5. «Ой на дубі листє січеся» — виконує Одарка;
6. «Дівчатонька-лебедоньки, жаль ваги не має» — хором співають дівчата;
7. «Ой дивноє народження Божого сина»;
8. «Дівчино серденько» — виконує Вакула;
9. «О обраннице Солохо».

## Прем'єра та постановки

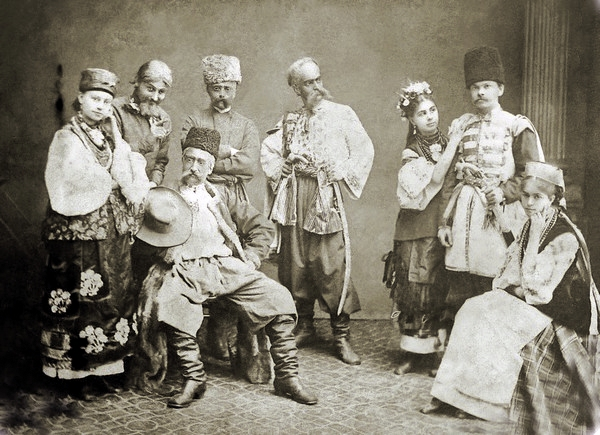
Перші виконавці опери. Стоять: Солоха (Липська), Дяк (Матвіїв), Чуб (Новицький), Пацюк (Станіслав Габель), Оксана (Лисенко), Вакула (О. Русов). Сидять: Голова (Богданів), Одарка (Булах). Київ, 1873

Прем'єра опери відбулася 25 січня 1874 року у Київському міському театрі. Постановка опери була здійснена Товариством українських сценічних аматорів (режисер М. Старицький, дириґент І. Альтані).

Оксана Скорульська, директорка музею Миколи Лисенка у Києві, про прем'єру опери: 
Успіх «Різдвяна ніч» мала величезний, вона перевершила всі сподівання. Публіка з захопленням вітала і сам твір, і його виконання, і артистів. Упродовж кількох днів, відколи вперше на великій сцені було зіграно «Різдвяну ніч», оперу давали ще тричі. Київ був переповнений аріями й хоровими співами колядок з «Різдвяної ночі», хоч Різдво минуло давно. У захваті від «Різдвяної ночі» були не лише тонкі шанувальники прекрасного сценічного мистецтва, а й пересічні театрали. Але подальша доля її не склалася.
27 січня 1883 рік — остаточну редакцію «Різдвяної ночі» поставили у Харкові (режисер А. Пальчинський, дириґент Н. Еммануель). Партії виконували Медведєв (Вакула), Яниковська (Оксана), Мельников (Чуб), Родіон (Дяк), Леонов (Грицько).
8 листопада 1884 року прем'єра опери в Одесі (українська трупа Михайла Старицького).
1890 рік — друга постановка в Одесі під керуванням Михайла Старицького.
1892 рік — постановка в Одесі у «Товаристві русько-малоруських артистів» під орудою В. Грицая.
4 січня 1890 рік — постановка на сцені русько-народного театру в Галичині (м. Станиславів).
1903 рік — постановка у Києві до ювілею Миколи Лисенка.

## Цікаві факти
- У прем'єрній виставі Оксану грала Ольга Олександрівна О'Коннор-Лисенко — перша дружина Миколи Лисенка. Учасниця вистави, письменниця Олена Пчілка згадувала, що саме таку полтавську дівчину-«чарівниченьку» уявляв собі Гоголь, малюючи постать Оксани в «Ніч перед Різдвом».
- Для декорування сцен опери Василь Тарновський надав із власної колекції української старовини хатнє начиння (посуд, рогачі, кочергу, чаплійку, килими), запорозьке вбрання, зброю, сідло, ковальський інструмент, картини Мамая тощо.
- Ескізи інтер'єрів світлиць Солохи і Вакули Федіра Вовка до першої постановки опери (дуже точні копії) можна побачити в музеї Миколи Лисенка у Києві.
- Микола Лисенко сварився через недостатній професійний рівень музичного виконання колядок та інших пісень.
- По смерті композитора відбулося кілька постановок, останньою з яких була ефектна вистава Львівської опери з нагоди 150-річчя композитора 1992 року.
- Унікальне видання опери Миколи Лисенка «Різдвяна ніч» зберігається у фонді стародруків та спеціальних колекцій Бібліотеки Українського католицького університету. Він налічує 353 сторінки. Виданий у Німеччині у 1883 році.[3]